# Daorson
Daorson (grč. ΔΑΟΡΣΩΝ) je bio glavni grad heleniziranog ilirskog plemena Daorsa koji su živjeli od 300. do 50. godine prije Krista u dolini rijeke Neretve. Ostatci ovog nekad najjačeg grada u širem području nalaze se u Ošanjićima pored Stoca, na uzvisini od 280-290 m nadmorske visine s koje se pruža pogled na plodnu stolačku dolinu.
Odlukom Povjerenstva za očuvanje nacionalnih spomenika Bosne i Hercegovine, Daorson je proglašen nacionalnim spomenikom Bosne i Hercegovine.

## Povijest
Daorsi su preuzeli grčki jezik i pismo, te su bili u stalnim trgovačkim vezama s Grcima. Gradina Daorsona je nastala na prapovijesnom utvrđenom naselju koje je tu kontinuirano postojalo još od početka ranog (17. do 16. stoljeće pr. Kr.), pa sve do kraja kasnog brončanog doba (9. do 8. stoljeća pr. Kr.). Poznato je kako je od 167. pr. Kr. Neretva bila sjeverozapadna granica Rimske republike na Balkanu, pa i granica Daorsa, koji su u okviru te države uživali neku vrstu autonomije. U to doba Daorse su iz pravca rijeke Cetine napadali Delmati, moćno ratničko pleme, čija se vlast u nekim razdobljima pružala preko Cetine u pravcu rijeke Neretve. 
U vrijeme ratova između Cezarovih i Pompejevih pristalica na našoj obali Jadranskog mora Delmati su se našli na jednoj strani, a Daorsi na suprotnoj. Pompejev legat je 49. pr. Kr. stupio u savez s Delmatima i njima pridruženim plemenima, dok su Daorsi pristali uz Cezarovog pretora Vatiniusa koji započinje ratne operacije protiv Delmata najkasnije u proljeće 45. pr. Kr. Gotovo je sigurno da su Delmati baš u to vrijeme (44. ili 43. pr. Kr.) napali grad Daorson i potpuno ga razorili. Iz podataka o ratovima Vatiniusa protiv Delmata može se prilično točno utvrditi vrijeme uništenja grada Daorsona i prekida života u tom gradu. Arheološki materijal s utvrđenja datira iz druge polovice 1. stoljeća pr. Kr., što se podudara s pretpostavljenim vremenom napadaja na grad i s prekidom života u njemu. Na ruševinama grada Daorsona nikada kasnije nije nastalo trajnije naselje. Pojedinačni i rijetki nalazi zastupljeni su na tom prostoru iz raznih epoha i stoljeća, pa i najnovijeg vremena, jer su se ljudi tamo često kretali. Kasnije se novi centar Daorsa razvio u dijelu Vidova polja i današnjeg Stoca, početkom 1. stoljeća pr. Kr. kao municipij Diluntum.
Osamdesetih godina prošlog stoljeća meksički istraživač Robert Salinas Price uzburkao je javnost svojom pretpostavkom da je Daorson antička Troja, a sudeći po megalitskoj gradnji, moguće je da Daorson nije ni ilirski, ni helenistički grad, već nešto daleko starije.

## Odlike
Daorson su činile tri cjeline od kojih je središnja bila citadela – akropola koja je bila opasana »kiklopskim« zidinama od golemih kamenih blokova (sličan onima u Mikeni u Grčkoj). U njoj su bili smješteni svi važniji upravni, javni i vjerski objekti. Obrambeni zid koji se pruža od jugozapada prema sjeveroistoku bio je dug 65 m, širok 4,2 m, a visok između 4,5 i 7,5 metara, imao je vrata i tornjeve na oba kraja. Ostaci planski organiziranog naselja prostiru se istočno i sjeveroistočno od akropole, izvan utvrđenog dijela.
Nakon prvih iskapanja iz 1963. godine, arheolozi su pronašli ostatke brojnih amfora za vino, te dijelova fine keramike, ali najvredniji nalaz, brončanu kacigu. Ona je bila ukrašena nizom grčkih likova: Afrodite, Nike, Helija, Dioniza, Muza, Pegaza i drugih, a natpis na njoj je sličan natpisu na kacigi pronađenoj u Makedoniji. Pronađeni su također i ostaci granitne skulpture Kadma i Harmonije, ali i ilirski reljef s trinaest zmija i pet pari orlovskih krila.
U jednom manjem objektu pronađena je kovaonica novca s prigodnim alatima i matricama, 39 raznih novčića (29 s likom kralja Ballaiosa iz 168. pr. Kr., te 9 s grčkim natpisom ΔΑΟΡΣΩΝ i likom lađe). Važnost novca je bila velika, značila je neovisnost plemena Daorsa, ali i potvrdu da su imali razvijen obrt, kulturu i trgovinu s drugim narodima. Oblici prikazanih brodova upućuju na zaključak da su Daorsi gradili dvije vrste brodova: ratne i trgovačke. 
Daorson se također nalazi u neposrednoj blizini lokaliteta Desilo u Hutovu blatu, gdje je mr. Snježana Vasilj otkrila ilirske brodove, prve takve vrste u svijetu. Dr. Niels Miller Schiesel s Njemačkog arheološkog instituta u Frankfurtu je 2007. godine radio geomagnetna istraživanja Daorsona. Njegova istraživanja su otkrila zidine koje se danas nalaze pod slojem zemlje, a koje su oko 500 godina starije od zidina koje su već otkopane.

## Vanjske poveznice
- Boško Marijan, Gradina u Ošanićima – transformacija prapovijesnoga gradinskog u urbano naselje (Histria antiqua, Vol. 20 No. 20, 2011.)
- Djani Behram, Historija antičkih Daorsa na Istočnom Jadranu od 2. stoljeća prije nove ere do 2. stoljeća nove ere. BATHNIVS, Sarajevo, 2025.